# Barfi – Liebe braucht keine Worte
Barfi! ist eine indische Liebeskomödie des Regisseurs Anurag Basu mit Ranbir Kapoor und Priyanka Chopra in den Hauptrollen.
Mit einem der höchsten Einspielergebnisse des Jahres 2012 erzielte der Film nicht nur kommerziellen Erfolg, außerdem wurde er mit zahlreichen Filmpreisen ausgezeichnet. Des Weiteren galt er als offizieller indischer Beitrag für die Oscarverleihung 2013 in der Kategorie Bester fremdsprachiger Film, wurde jedoch nicht nominiert.
Unter dem Titel Barfi – Liebe braucht keine Worte wurde der Film erstmals am 11. August 2016 im deutschsprachigen Raum auf dem frei empfangbaren Fernsehsender Zee.One ausgestrahlt, allerdings als gekürzte Fassung.

## Handlung
Als ein gebrechlicher alter Mann zusammenbricht, wird Miss Shruti Gosh, Sozialpädagogin einer Gehörlosenschule, sofort benachrichtigt, die ihn umgehend besucht. Auf dem Weg nach Darjeeling erinnert sie sich an ihre schicksalhaften Begegnungen mit ihm.
Kalkutta 1978: Aufgrund der von ihr aufgegebenen Vermisstenanzeige reist Inspektor Dutta aus Darjeeling an, um Barfi zu verhaften. Ihr war nicht bewusst, dass nach Barfi gefahndet wurde und sie ihn somit in Schwierigkeiten manövriert hat. Obwohl sie verheiratet ist, möchte sie ihn nicht im Stich lassen und fährt nach Darjeeling, wohin der Gefangene gebracht wurde.
Darjeeling 1972: Dies war auch der Ort, an dem sie Barfi vor sechs Jahren kennengelernt hatte. Sein eigentlicher Name war Murphy, doch aufgrund seiner Taubheit konnte er selbst nur „Barfi!“ sagen. Da seine Mutter bei seiner Geburt verstarb, musste ihn sein Vater allein aufziehen. Der lebenslustige, immer zu Scherzen aufgelegte junge Mann machte ihr seit der ersten Begegnung den Hof, obwohl sie bereits mit einem wohlhabenden Mann aus Kalkutta verlobt war. Barfis Charme, Lebensfreude und Unkompliziertheit faszinierten sie und die Tatsache, dass er taub war, beeinträchtigte in keiner Weise seine Kommunikationsfähigkeit und ihre Zuneigung. Jedoch auf Rat ihrer Mutter entschied sie sich für die sicherere Lebensvariante und zog nach Kalkutta, um dort Mr. Sengupta zu heiraten.
Darjeeling 1978: Auf dem Polizeirevier erfährt sie, wofür Barfi eigentlich angeklagt worden ist, Bankraub und Kidnapping. Barfi gibt zu, dass er vor sechs Jahren aufgrund der plötzlichen schweren Erkrankung seines Vaters Geld für dessen bevorstehende Operation benötigte und tatsächlich in Betracht zog, die Enkelin des einflussreichsten Mannes der Stadt zu entführen, doch jemand war ihm bereits zuvorgekommen. Verzweifelt wollte er tags darauf die Bank überfallen, doch dieser Versuch scheiterte kläglich. Auf der Flucht fand er einen Lieferwagen, in dem das entführte Mädchen bewusstlos lag, so ergriff er die Gelegenheit und fuhr mit ihr weg. Aber gewaltsam musste er die autistische Jhilmil nicht festhalten, denn sie waren bereits in ihrer Kindheit befreundet und er gewann sehr schnell ihr Vertrauen wieder. Nach dem Erhalt des Lösegelds konnte er zwar die Krankenhausrechnung begleichen, doch sein Vater war bereits verstorben. Darauf wollte er sie wieder nach Hause bringen, aber seit dem Tod ihres Großvaters fühlte sich Jhilmil dort nicht mehr wohl und rannte Barfi ständig hinterher. Er brachte sie zu ihrem früheren Kindermädchen außerhalb der Stadt, jedoch wollte sie auch dort nicht verweilen. Schließlich kümmerte er sich um sie und suchte in Kalkutta Arbeit. Allmählich entwickelte sich eine sehr große Zuneigung zwischen diesen ungleichen Persönlichkeiten und sie begannen, eine glückliche Beziehung zu führen. Nach sechs Jahren traf er Shruti wieder und lud sie zu sich nach Hause ein, um ihr Jhilmil vorzustellen. Als sie später gemeinsam essen gingen, wurde Jhilmil eifersüchtig und rannte weg. Dies war der Anlass, warum Mrs. Sengupta eine Vermisstenanzeige aufgab.
Auf dem Revier erfahren sie, dass es damals einen zweiten Erpresserbrief mit einer weitaus höheren Forderung gab, doch bei der Lösegeldübergabe verunglückte das Auto, in dem die Geisel saß, seither wurde Jhilmil für tot erklärt. Da der Polizeichef eine schnelle Klärung des Falles haben will, soll Inspektor Dutta alles Barfi anhängen, deshalb bittet der Inspektor Mrs. Sengupta, Barfi zur Flucht zu verhelfen. Diese Entscheidung bedeutete für Shruti allerdings den Bruch mit ihrem Ehemann. Sie begleitet Barfi nach Kalkutta und wohnt dort bei ihm. Jedoch gibt Barfi die Suche nach Jhilmil nicht auf, nach einiger Zeit findet er die Telefonnummer, die sie beim Weglaufen gewählt haben muss, und reist zu der Heilanstalt, in der Jhilmil einige Jahre verbracht hatte. Ihr dortiger Aufenthalt ist von ihrem leiblichen Vater geheim gehalten worden, da er hinter dem Erpressungsversuch stand und den vermeintlichen Unfalltod vorgetäuscht hat, um an ihr Treuhandvermögen zu kommen.
Shruti muss sich eingestehen, dass Barfis Herz seit langem schon an Jhilmil vergeben ist. Sie sucht sich eine neue Lebensaufgabe und kümmert sich fortan als Sozialarbeiterin um gehörlose Kinder. Barfi und Jhilmil heiraten, finden Arbeit und Unterkunft im Pflegeheim Muskaan und leben dort bis zu ihrem gemeinsamen Tod.

## Musik
Der Soundtrack zum Film wurde von Pritam Chakraborty komponiert, die Liedtexte wurden von Swanand Kirkire, Ashish Pandit, Neelesh Misra und Sayeed Quadri verfasst.
| Titel            | Sänger/in                          |
| ---------------- | ---------------------------------- |
| Ala Barfi        | Mohit Chauhan                      |
| Main Kya Karoon  | Nikhil Paul George                 |
| Saawali Si Raat  | Arijit Singh                       |
| Kyon             | Papon, Sunidhi Chauhan             |
| Aashiyan         | Shreya Ghoshal, Nikhil Paul George |
| Phir Le Aaya Dil | Arijit Singh                       |

## Auszeichnungen
| Filmfare Awards 2013 - Bester Film – Anuag Basu, Ronnie Screwvala, Siddharth Roy Kapur - Bester Hauptdarsteller – Ranbir Kapoor - Bestes Debüt – Ileana D’Cruz - Beste Musik – Pritam Chakraborty - Beste Hintergrundmusik – Pritam Chakraborty - Bester Playbacksänger – Mohit Chauhan (Song Ala Barfi) - Bestes Szenenbild – Rajat Poddar - Spezialpreis „Sony Trendsetter of the Year“ Star Screen Awards 2013 - Beste Regie – Anurag Basu - Bester Hauptdarsteller – Ranbir Kapoor - Meistversprechende Newcomerin – Ileana D'Cruz - Beste Musik – Pritam Chakraborty - Beste Hintergrundmusik – Pritam Chakraborty - Best Marketed Film – Anurag Basu, Ronnie Screwvala, Siddharth Roy Kapur - Beste Kamera – Ravi Varman IIFA Awards 2013 - Bester Film – Anurag Basu, Ronnie Screwvala, Siddharth Roy Kapur - Beste Regie – Anurag Basu - Bester Hauptdarsteller – Ranbir Kapoor - Beste Story – Anurag Basu and Tani Basu - Beste Musik – Pritam Chakraborty - Beste Hintergrundmusik – Pritam - Beste Kamera – Ravi Verman - Bestes Drehbuch – Anurag Basu, Tani Basu - Bestes Szenenbild – Rajat Poddar - Bestes Kostüm – Aki Narula and Shefalina - Bestes Make-up – Uday Serali - Bester Ton – Debajit Changmai - Beste Tongestaltung – Shajith Koyeri - Beste Tonaufnahme – Eric Pillai | Zee Cine Awards 2013 - Bester Film - Beste Regie – Anurag Basu - Beste Hauptdarstellerin – Priyanka Chopra - Beste Debütantin – Ileana D’Cruz - Bestes Drehbuch – Anurag Basu - Beste Kamera – Ravi Varman - Bestes Szenenbild – Rajat Poddar - Kritikerpreis – Bester Darsteller – Ranbir Kapoor Stardust Awards 2013 - Film des Jahres - Beste Hauptdarstellerin (Drama) – Priyanka Chopra - Star des Jahres (weiblich) – Priyanka Chopra Apsara Film & Television Producers Guild Award - Bester Film – Anurag Basu, Ronnie Screwvala, Siddharth Roy Kapur - Beste Regie – Anurag Basu - Bester Hauptdarsteller – Ranbir Kapoor - Bestes Debüt (weiblich) – Ileana D'Cruz - Beste Kamera – Ravi Varman - Bester Ton – Debajit Changmai - Beste Kostüme – Aki Narula, Shefalina Bollywood Hungama Surfers' Choice Movie Awards 2012 - Bester Film - Beste Regie – Anurag Basu - Bester Hauptdarsteller – Ranbir Kapoor - Beste Hauptdarstellerin – Priyanka Chopra - Beste Debütantin – Ileana D'Cruz Asian Film Awards 2013 - Best Composer – Pritam Chakraborty Asia-Pacific Film Festival 2012 - Best Music – Pritam Chakraborty |

## Kritik
„Der Anfang ist geprägt von Romantik und Slapstick, später kommt Melodrama dazu. Der Film verliert so auch einiges von seiner Energie, wirkt ein wenig zu lang und auch etwas dröge. […] Doch es sind letztendlich keine gigantischen Mankos. So vieles funktioniert schliesslich. Die edlen Bilder. Die überzeugenden Schauspieler. Die fast zu liebliche Musik. Das Historien-Design, das glaubhaft wirkt, auch wenn ich nicht annehme, dass es im Darjeeling der 70er schon Cappuccino gab. Auf jeden Fall garantieren die verschiedenen Zeitepochen und die zwei Handlungsorte Darjeeling und Calcutta szenisch etwas Abwechslung, was gut ist im Kampf gegen Abnutzungserscheinungen.“